# Barbera d'Asti
La Barbera d'Asti è un vino a DOCG la cui produzione è consentita in numerosi comuni delle province di Asti e Alessandria.

## Zona di produzione
La zona di produzione comprende l'intero territorio dei seguenti comuni:
- in provincia di Asti: Agliano Terme, Albugnano, Antignano, Aramengo, Asti, Azzano d'Asti, Baldichieri d'Asti, Belveglio, Berzano di San Pietro, Bruno, Bubbio, Buttigliera d'Asti, Calamandrana, Calliano, Calosso, Camerano Casasco, Canelli, Cantarana, Capriglio, Casorzo, Cassinasco, Castagnole delle Lanze, Castagnole Monferrato, Castel Boglione, Castell'Alfero, Castellero, Castelletto Molina, Castello di Annone, Castelnuovo Belbo, Castelnuovo Calcea, Castelnuovo Don Bosco, Castel Rocchero, Celle Enomondo, Cerreto d'Asti, Cerro Tanaro, Cessole, Chiusano d'Asti, Cinaglio, Cisterna d'Asti, Coazzolo, Cocconato, Corsione, Cortandone, Cortanze, Cortazzone, Cortiglione, Cossombrato, Costigliole d'Asti, Cunico, Dusino San Michele, Ferrere, Fontanile, Frinco, Grana Monferrato, Grazzano Badoglio, Incisa Scapaccino, Isola d'Asti, Loazzolo, Maranzana, Maretto, Moasca, Mombaldone, Mombaruzzo, Mombercelli, Monale, Monastero Bormida, Moncalvo, Moncucco Torinese, Mongardino, Montabone, Montafia, Montaldo Scarampi, Montechiaro d'Asti, Montegrosso d'Asti, Montemagno, Montiglio Monferrato, Moransengo-Tonengo, Nizza Monferrato, Olmo Gentile, Passerano Marmorito, Penango, Piea, Pino d'Asti, Piovà Massaia, Portacomaro, Quaranti, Refrancore, Revigliasco d'Asti, Roatto, Robella, Rocca d'Arazzo, Roccaverano, Rocchetta Palafea, Rocchetta Tanaro, San Damiano d'Asti, San Giorgio Scarampi, San Martino Alfieri, San Marzano Oliveto, San Paolo Solbrito, Scurzolengo, Serole, Sessame, Settime, Soglio, Tigliole, Tonco, Vaglio Serra, Valfenera, Vesime, Viale, Viarigi, Vigliano d'Asti, Villafranca d'Asti, Villa San Secondo, Vinchio.
- in Provincia di Alessandria: Acqui Terme, Alfiano Natta, Alice Bel Colle, Altavilla Monferrato, Bergamasco, Bistagno, Borgoratto Alessandrino, Camagna Monferrato, Camino, Carentino, Casale Monferrato, Cassine, Castelletto Merli, Cella Monte, Cereseto, Cerrina, Coniolo, Conzano, Cuccaro Monferrato, Frascaro, Frassinello Monferrato, Fubine Monferrato, Gabiano, Gamalero, Lu, Mirabello Monferrato, Mombello Monferrato, Moncestino, Murisengo, Occimiano, Odalengo Grande, Odalengo Piccolo, Olivola, Ottiglio, Ozzano Monferrato, Pontestura, Ponzano Monferrato, Ricaldone, Rosignano Monferrato, Sala Monferrato, San Giorgio Monferrato, San Salvatore Monferrato, Serralunga di Crea, Solonghello, Strevi, Terruggia, Terzo, Treville, Vignale Monferrato, Villadeati, Villamiroglio.[1].

La sottozona Tinella comprende l'intero territorio dei comuni di Costigliole d'Asti, Calosso, Castagnole delle Lanze,  Coazzolo e Isola d'Asti (per i terreni a destra della strada Asti-Montegrosso)
La sottozona Colli Astiani comprende l'intero territorio  dei  comuni  di  Mongardino,  Vigliano d'Asti,  Montegrosso d'Asti,  Montaldo Scarampi, Rocca d'Arazzo, Azzano d'Asti; le circoscrizioni Montemarzo e San Marzanotto Valle Tanaro nel comune di Asti e il  territorio  a  sinistra  della  strada  Asti -Montegrosso  d'Asti nel comune  di Isola d'Asti.

## Storia
Una prima traccia della Barbera si riscontra in uno scritto del XVII secolo conservato nel municipio di Nizza Monferrato. Nel 1798, entra ufficialmente nell'elenco dei vitigni piemontesi quando viene redatta la prima Ampelografia dal conte Nuvolone della Società Agraria di Torino.
Nel 1873 Leardi e Demaria, in Ampelografia della Provincia di Alessandria citano il vitigno Barbera come "[...] una delle basi principali dei vini dell'Astigiano e del basso Monferrato, dove è indigeno e da lunghissimo tempo coltivato".
Si diffonde rapidamente nell'Ottocento e nel Novecento e oggi è considerato il principale vitigno a bacca nera del Piemonte.

## Tecniche di produzione
I vitigni con cui è consentito produrla sono Barbera per almeno il 90%; per la parte restante altri vitigni non aromatici idonei alla coltivazione nella regione Piemonte.
Il sistema di allevamento privilegiato è il Guyot, perfettamente adatto alle condizioni climatiche presenti e alle alte richieste in radiazione solare. I terreni sono calcarei e mediamente profondi.
La denominazione di origine può essere accompagnata dalla menzione "vigna"

## Disciplinare
La Barbera d'Asti è stata istituita come vino a denominazione controllata con DPR 09.07.1967

- È stata trasformata in DOCG con DM 29.11.1993

In seguito è stata modificata con 
- DPR 09.01.1970 G.U. 73 -23.03.1970
- DM 08.07.2008 G.U. 169 -21.07.2008
- DM 17.09.2010 G.U.236 -08.10.2010
- DM 30.11.2011 G.U.295-20.12.2011
- DM 07.03.2014 Pubblicato sul sito ufficiale del MipaafSezione Qualità e Sicurezza Vini DOP e IGP
- Approvato con regolamento di esecuzione (UE) 2019/889 della Commissione Europea del 22 maggio 2019.

## Tipologie
In etichetta, oltre alla denominazione storica, è consentito apporre la menzione "vigna", riservata ad aree molto ristrette e opportunamente registrate: esiste anche la tipologia  "superiore", a cui sono ascritte le due sottozone "Tinella" e "Colli Astiani". 

### Barbera d'Asti
|                             | vino base   | vigna       |
| titolo alcolometrico minimo | 12,00% vol. | 12,50% vol. |
| acidità totale minima       | 4,5 g/l.    | 4,5 g/l.    |
| estratto secco minimo       | 24,00 g/l   | 24,00 g/l   |
| resa massima di uva in vino | 70 %        | 70 %        |
| invecchiamento minimo       | 4 mesi      | 4 mesi      |

### Barbera d'Asti superiore
| titolo alcolometrico minimo | 12,50% vol.; con indicazione di “vigna” 12,50% vol. |
| acidità totale minima       | 4,5 g/l.                                            |
| estratto secco minimo       | 25,0g/l                                             |
| resa massima di uva in vino | 70 %                                                |
| invecchiamento minimo       | 14 mesi, di cui almeno 6 mesi in botte              |

### Sottozona Tinella
| titolo alcolometrico minimo | 13,00% vol                                                     |
| acidità totale minima       | 5,0 g/l                                                        |
| estratto secco minimo       | 26,0 g/l                                                       |
| resa massima di uva in vino | 70%                                                            |
| invecchiamento minimo       | 24 mesi, di cui almeno 6 mesi in botte e sei mesi in bottiglia |

### Sottozona Colli Astiani
Può essere denominata anche Astiano
| titolo alcolometrico minimo | 13,00% vol                                                     |
| acidità totale minima       | 5,0 g/l                                                        |
| estratto secco              | 26,0 g/l                                                       |
| resa massima di uva in vino | 70%                                                            |
| invecchiamento minimo       | 24 mesi, di cui almeno 6 mesi in botte e sei mesi in bottiglia |